# Municipio de Folker
El municipio de Folker (en inglés: Folker Township) es un municipio ubicado en el condado de Clark en el estado estadounidense de Misuri. En el año 2010 tenía una población de 216 habitantes y una densidad poblacional de 1,55 personas por km².

## Geografía
El municipio de Folker se encuentra ubicado en las coordenadas 40°32′23″N 91°53′41″O / 40.53972, -91.89472. Según la Oficina del Censo de los Estados Unidos, el municipio tiene una superficie total de 139.02 km², de la cual 137,98 km² corresponden a tierra firme y (0,75 %) 1,04 km² es agua.

## Demografía
Según el censo de 2010, había 216 personas residiendo en el municipio de Folker. La densidad de población era de 1,55 hab./km². De los 216 habitantes, el municipio de Folker estaba compuesto por el 95,83 % blancos, el 0,46 % eran amerindios y el 3,7 % eran de una mezcla de razas. Del total de la población el 1,85 % eran hispanos o latinos de cualquier raza.